# Centro Metropolitano de Diseño
El Centro Metropolitano de Diseño (CMD) es una institución pública dependiente del Gobierno de la Ciudad de Buenos Aires inaugurada en 2002, dedicada a promover el desarrollo emprendedor y a dinamizar el entramado productivo y la calidad de vida de los habitantes de la Ciudad a través de un manejo efectivo del diseño.
Su acción es parte de un sistema articulado de instrumentos de asistencia técnica y financiera destinado a recuperar y dinamizar el tejido productivo conformado por las pequeñas y medianas empresas locales, creando valor e incrementando su productividad de cara a la economía global. Su misión es ser el principal promotor público en la Ciudad de la importancia económica y cultural del diseño. Con su sede ubicada en Barracas, el CMD también se propone desarrollar en este barrio un distrito de diseño.

## Objetivos
Entre sus objetivos se cuentan:
- Apoyar y estimular iniciativas privadas o públicas vinculadas al diseño que se desarrollen en la Ciudad.
- Acompañar a emprendedores locales que quieran desarrollar empresas otorgándole gran participación al diseño e incubar –a través de instituciones intermedias– a las de mayor capacidad de crecimiento.
- Contribuir activamente en la formación de una red nacional de centros, institutos y organizaciones de diseño.
- Estimular y coordinar la interacción entre diseñadores, gerentes de diseño, ejecutivos, empresarios PyMe, delineadores y directores de políticas públicas y académicos.
- Elaborar, organizar y difundir periódicamente conocimientos que sirvan a la gestión del diseño.
- Colaborar con la internacionalización del sector.

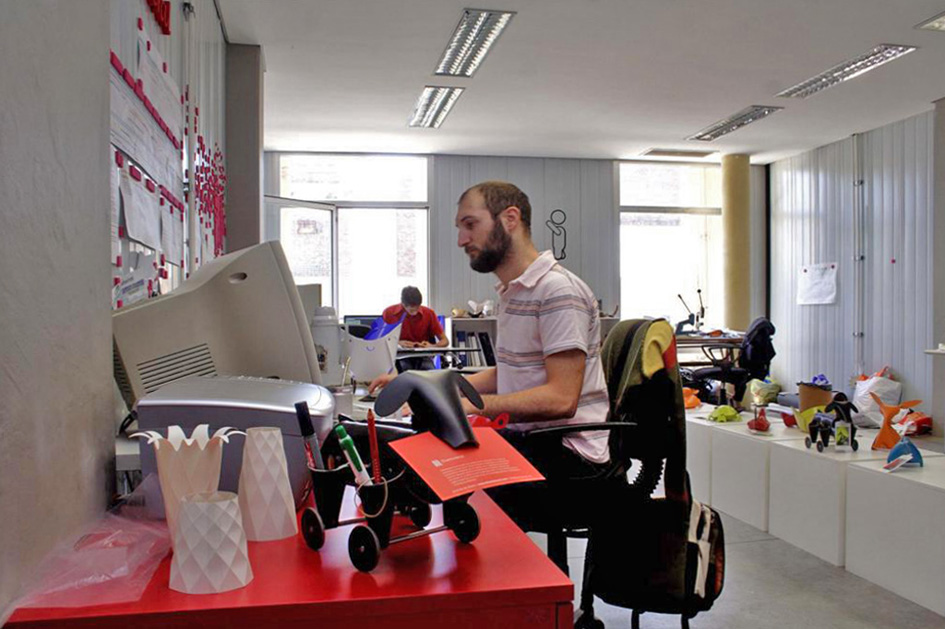
Incubadoras.

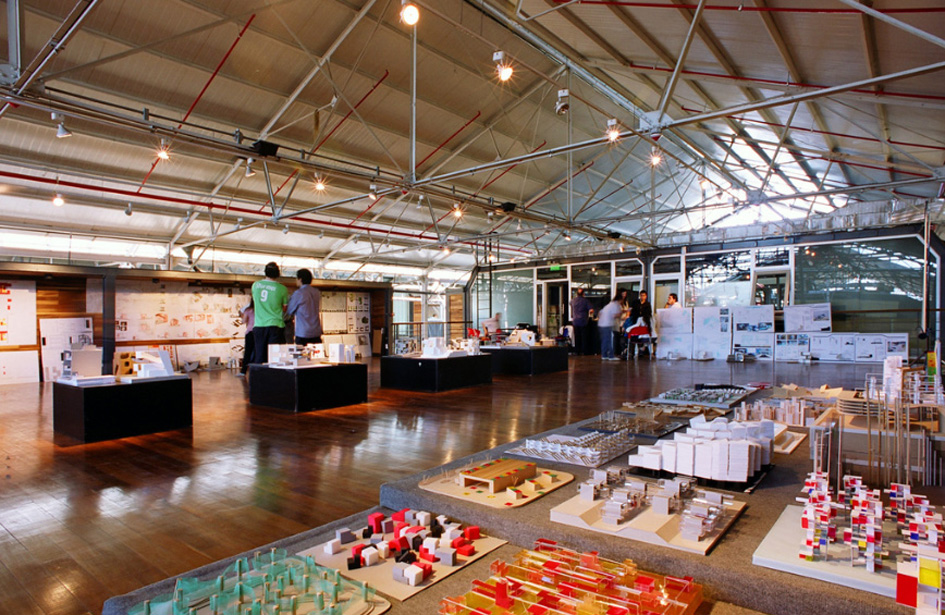
"Barcos".

## Historia
El edificio del CMD está conformado por el antiguo Mercado de Pescado de 1831 y el edificio “El Pescadito”.
El edificio fue reciclado según el proyecto del estudio del arquitecto Paulo Gastón Flores, ganador del Concurso Nacional de Anteproyectos de Arquitectura en 2002, organizado por la Sociedad Central de Arquitectos (SCA), el Gobierno de la Ciudad de Buenos Aires y la Federación Argentina de Entidades de Arquitectos (FADEA). El Jefe de Proyecto fue el arquitecto Alejandro Dafunchio. El eje de este programa son las incubadoras, es decir unos módulos espaciales que junto con la asistencia técnica y financiera ayudan y contienen, por el término de dos años, a las empresas que recién se inician en la tarea del diseño. Por lo tanto, en una superficie total que se proyecta en los 12.000 m² (aproximadamente), incluyendo la planta y los entrepisos, deberán ubicarse las incubadoras (40 a 60 unidades que tendrán entre 40 y 160 m² cada una) y también un centro de capacitación para diseñadores graduados, una hemeroteca, una sala de microcine, auditorios y área de servicios a las incubadoras, entre otros. El edificio del CMD fue inaugurado en 2001 por el jefe de Gobierno, Aníbal Ibarra. Es un galpón reciclado, de 800 metros cuadrados de superficie, con paredes de mampostería y techos de chapa, dotado de cuatro dúplex donde funcionarán las incubadoras, con las tuberías del aire acondicionado a la vista. “Nuestro objetivo es que a mitad del año próximo tengamos un espacio cuatro veces superior a este”.
El segundo edificio del conjunto CMD, lindante con el del ex Mercado de Pescado, tiene por nombre “El Pescadito”. La construcción original, que también data del primer tercio del siglo XX, fue reciclada y reinaugurada en 2001, según un proyecto de los arquitectos Carlos Blanco y Adriana Pérez Moralejo, que resultó ganador en su categoría del Premio Bienal 2004, galardón otorgado por la SCA y el Consejo Profesional de Arquitectura y Urbanismo. 
En 2007, la Legislatura de la Ciudad de Buenos Aires declaró al conjunto CMD Área de Protección Histórica Nº 7. En 2015 causó controversia que Julieta Spina se presenta como encargada o directora de Contenidos de la Ciudad de la Moda, un espacio gestado en el Centro Metropolitano de Diseño del gobierno porteño, cuando en se presentó y se alzó con $ 1.861.000. Para 2015, se repitió la operatoria: se presentó una única productora y ganó nuevamente la licitación por un monto total de 4 millones de pesos

## El edificio
Los dos edificios que componen el conjunto CMD suman una superficie de 14.000 m², con un potencial de ocupación cercano a las 1.500 personas. En su interior albergan oficinas gubernamentales de promoción del diseño, las industrias creativas y el comercio exterior; 70 boxes para incubación de emprendimientos; un auditorio con capacidad para 250 personas; aulas y espacios para talleres y laboratorios; 3.000 m² para exposiciones y muestras; una biblioteca especializada, un museo de sitio, un paseo de Incubados, FabLab (imprenta 3D), talleres de oficio (marroquinería, alta costura, oficios del mueble, costura y testeo de software), una juegoteca para niños y muestras temporales abiertas al público y un centro de interpretación barrial y cafetería, entre otros.
Respecto a su diseño, el alcalde de la capital alemana, Klaus Wowereit, declaró: "Berlín está celosa de su hermana Buenos Aires; no tenemos una instalación como esta para el diseño en Berlín".

## Reconocimientos
El CMD ha recibido numerosos premios, entre los que se destacan:
- Primer Premio Concurso Nacional de Anteproyectos 2002[5]
- Premio Bienal de Arquitectura 2010 CPAU-SCA.[11]
- Segundo Premio en Concurso Internacional Rethinking the Future 2014.[12]
- Distinguido en la Primera Bienal Internacional de Arquitectura Argentina BIA-AR 2014.
- Highly Commended-AR Architectural Review Emerging Award 2014.[13]